# Ohaba Lungă
Ohaba Lungă es una comuna ubicada en el distrito de Timiș, Rumania.

## Superficie
Posee una superficie de 104,8 kilómetros cuadrados.

## Demografía
Hasta 2021 la población era de 904 habitantes, con una densidad de población de 8,627 habitantes por kilómetro cuadrado.